# Bischofssitz
Ein Bischofssitz ist der Amtssitz eines Bischofs in den vorreformatorischen Kirchen (wie der römisch-katholischen Kirche und den orthodoxen Kirchen) sowie auch einigen protestantischen Kirchen. Er bildet in der Tradition der alten Kirche den Zweck und die Voraussetzung für das Bischofsamt, das immer an eine Zuständigkeit für die Gläubigen der Bischofsstadt und des umliegenden Territoriums (Diözese) gebunden ist. Der Diözesanbischof wird demgemäß insbesondere im kanonischen Recht der römisch-katholischen Kirche (CIC) auch Ortsbischof (Ortsordinarius) genannt. Dem Ortsordinarius im CIC entspricht in der Ostkirche der Ausdruck Hierarch bzw. Ortshierarch (c. 984 CCEO).

## Etymologie
Die Bezeichnung Bischofssitz geht auf die Kathedra zurück, der Stuhl, von dem aus der Bischof sein Amt ausübt und ein frühchristliches Zeichen für die bischöfliche Autorität darstellt. Im erweiterten Sinne werden auch die Kathedrale (Bischofskirche), in der sich die Kathedra und somit der Amtssitz befindet, als Bischofssitz bezeichnet und ebenso die Stadt, die als Bischofsstadt der Hauptort und meist Namensgeber einer Diözese ist. Manchmal wird auch die gesamte Diözese als Bischofssitz bezeichnet, wobei die umliegenden Gebiete des bischöflichen Territoriums eigentlich vom Hauptort aus verwaltet werden.
Das Bischofsamt leitet sich immer von der Weihe des Bischofs auf einen Bischofssitz ab, auf den sich die apostolische Vollmacht gründet. Aus diesem Grund haben römisch-katholische Bischöfe, die de facto nicht mit der Leitung einer Diözese betraut sind, ein Titularbistum als Bischofssitz, dessen Territorium und Jurisdiktion nicht mehr bestehen, und üben ihr Amt als Bischof dieses Titularsitzes aus. Die meisten Titularbischöfe unterstützen als Weihbischof einen Diözesanbischof bei der Leitung seiner Diözese. Andere Titularbischöfe haben Aufgaben an der Römischen Kurie oder im diplomatischen Dienst des Heiligen Stuhls.
Auch der Begriff Bischöflicher Stuhl (lateinisch sedes episcopalis) leitet sich von der Funktion der Kathedra ab und hat die übertragene Bedeutung als Repräsentation des bischöflichen Amtes (daher auch Sedisvakanz) sowie als eigenständiges Rechtssubjekt und Vermögensträger.
Der Bischofssitz als Kathedralort ist zu unterscheiden von der Bischofsresidenz, dem Gebäude, das dem Bischof als Wohnsitz sowie oft auch als Sitz der Diözesanverwaltung dient. Meistens ist die Bischofsresidenz am Bischofssitz gelegen, aber nicht immer; so residierten die Kölner Erzbischöfe und Kurfürsten jahrhundertelang nicht am Bischofssitz Köln, sondern im Kurfürstlichen Schloss Bonn. Auch zur Zeit des Avignonesischen Papsttums blieb der Papst kirchenrechtlich Bischof von Rom mit Rom als Bischofssitz.